# Mah
Mah (in persiano ماہ ), nota anche come Mohor (persiano medio) o Maonghah (avestano), è una divinità femminile della mitologia persiana e dello zoroastrismo.

## Mitologia persiana
Mah rappresenta la Luna, regina della notte; ma lo stesso nome indica anche una specie di pesce, che regge il mondo sulla propria schiena. Da questa corrispondenza deriva l'espressione persiana "dalla luna alla luna", az mah ta mahi, col significato di "tutto".

## Zoroastrismo
Nello zoroastrismo, Mah è una degli yazata, i servitori del creatore supremo Ahura Mazdā, e rappresenta la pace interiore. Nel calendario zoroastriano le viene dedicato il dodicesimo giorno del mese. Nell'angelologia zoroastriana, Mah è un'assistente di Amesha Spenta, responsabile del benessere degli animali. Quando Angra Mainyu uccide il toro primevo, Mah recupera il suo sperma e lo usa come seme per la creazione di tutti gli altri animali.

## Usi moderni
Mah è un nome proprio femminile molto diffuso in Iran, Afghanistan e Pakistan, e ha numerose varianti, come Mahnur (da mah, "Luna", e nur, "luce").

## Altro
Interiezione che indica scetticismo